# Planaphrodes
Planaphrodes — род цикадок из отряда Полужесткокрылых. 

## Описание
Цикадки длиной около 3-5 мм. Сходны с представителями рода Aphrodes, в составе которого иногда рассматриваются в качестве подрода. Коренастые, тело плоское, с медиальным килем. Окрашены в бурые, белые и чёрные цвета, часто имеют контрастный рисунок, особенно самцы. 5 видов. 
- Planaphrodes angulaticeps (Emeljanov, 1964)
- Planaphrodes bifasciatus (Linnaeus, 1758)
- Planaphrodes elongatus (Lethierry, 1876)
- Planaphrodes furcillatus (Sáringer, 1959)
- Planaphrodes lusitanicus (Rodrigues, 1968)
- Planaphrodes modicus (Logvinenko, 1966)
- Planaphrodes monticola (Logvinenko, 1965)  — Палеарктика
- Planaphrodes nigritus (Kirschbaum, 1868)
- Planaphrodes nisamianus (Logvinenko, 1983)
- Planaphrodes trifasciatus (Fourcroy, 1785)
- Planaphrodes vallicola (Logvinenko, 1967)